# August Norrman
Erik August Norrman, född den 26 oktober 1837 i Kalls socken, Jämtlands län,  död den 8 juli 1908 i Uppsala, var en svensk präst. Han var far till Erik och Lennart Norrman.
Norrman blev student vid Uppsala universitet 1860. Efter att ha erhållit infödingsrätt i Uppsala ärkestift 1867 prästvigdes han samma år. Norrman blev komminister i Tillinge församling 1869 och kyrkoherde i Adelsö församling 1873. Han var kontraktsprost 1902–1906.